# Chemin de fer de Marlieux à Châtillon
Le chemin de fer de Marlieux à Châtillon est une ligne de chemin de fer française à écartement métrique et à voie unique non électrifiée du département de l'Ain. Elle a fonctionné entre les communes de Marlieux et Châtillon-sur-Chalaronne entre le 14 août 1879 et le 1er mars 1934.

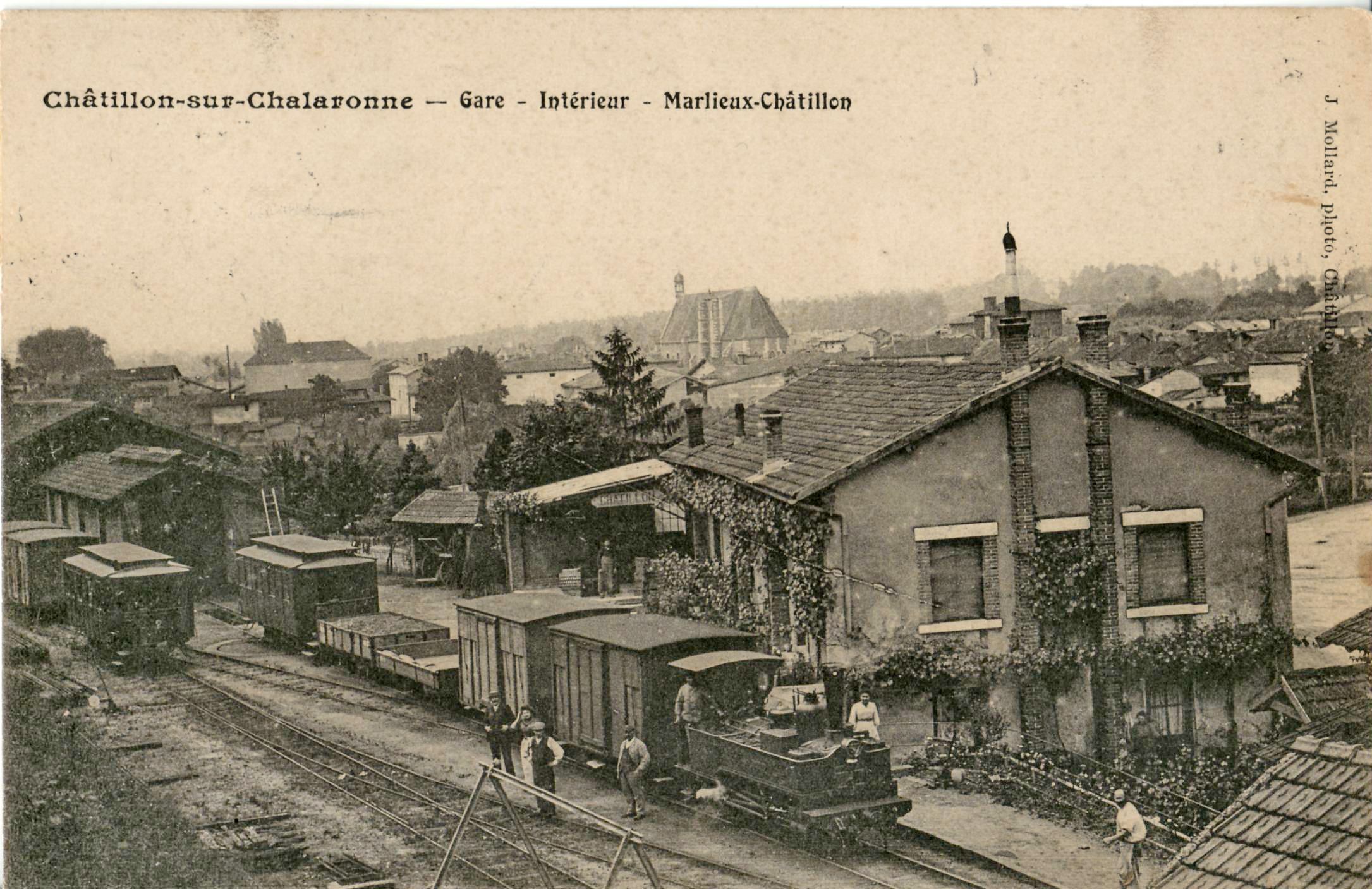
La gare de Chatillon-sur-Chalaronne.

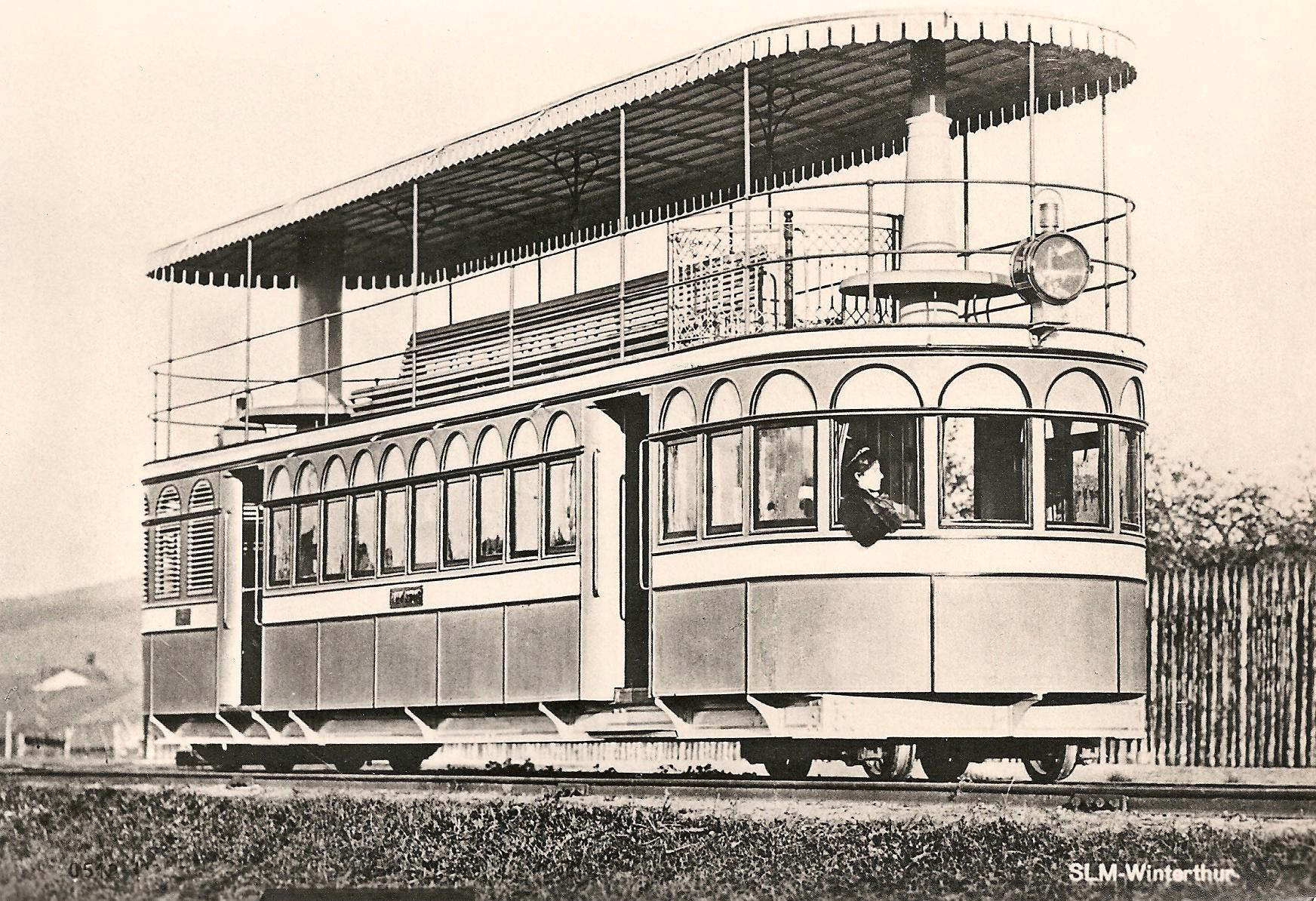
Automotrice à vapeur Brunner.

## Histoire
En avril 1875, le préfet du département de l'Ain fait rapport de la réponse du ministre des Travaux Publics aux vœux exprimés par le conseil général, sur l'impulsion d'Alphonse Clément-Desormes le jeune, lors de sa session d'octobre 1874 concernant les chemins de fer d'intérêt général que le gouvernement avait l'intention de concéder à la compagnie PLM. 
Dans ce rapport, il est indiqué que seule une extension de la ligne de Marlieux à Châtillon jusqu'à Thoissey, permettrait d'augmenter le trafic et de réduire la subvention nécessaire à l'exploitation. Cette extension permettrait de rejoindre la future ligne Trévoux - Saint-Trivier-de-Courtes. 
Par contre, une extension vers Ambérieu-en-Bugey (via Le Plantay, Chalamont, Châtillon-la-Palud et Saint-Maurice-de-Rémens) nécessitant la construction d'un ouvrage d'art pour traverser la vallée de l'Ain générerait une augmentation du coût de construction incompatible avec une subvention raisonnable du département,. C'est à cette date une ligne entre Marlieux et Thoissey qui est envisagée.
Le 17 juillet 1876, le conseil d'arrondissement de Trévoux remercie le conseil général pour la subvention accordée pour la ligne de Marlieux à Châtillon et souhaite son prolongement jusqu'à la Saône à Thoissey.
En 1877, les travaux de construction de la ligne entre Marlieux et Chatillon sont en cours.
Le 19 avril 1898, le conseil général ajourne la concession de la ligne de Châtillon à Thoissey pour des raisons budgétaires. 
En 1899, le président du Chemin de Fer de Marlieux à Châtillon renouvelle sa demande de concession pour un prolongement vers Thoissey. Il lui sera préféré le prolongement d'une ligne allant de Belleville vers la Dombes pour développer les relations économiques entre ces régions.
En 1919, la concession du Chemin de fer de Marlieux à Châtillon est rachetée par le conseil général. Ce dernier confie l'exploitation à la Régie départementale des tramways de l'Ain (RDTA).

## La ligne
- Marlieux - Châtillon-sur-Chalaronne (11 km) : ouverture le 14 août 1879, fermeture le 1er mars 1934

## Matériel roulant
- N°1 et 2, locomotives de type 020T livrées par Schneider en 1879,
- N°3, locomotive de type 020T livrée par Corpet-Louvet en 1906,
- Automotrice à vapeur Brunner livrée par SLM Winterthur en 1876 au Chemin de fer Lausanne-Échallens-Bercher en 1876 et acquise en 1879;